# Kostel svatého Jana Křtitele (Raškov)
Kostel svatého Jana Křtitele v Raškově je barokní stavbou z 18. století, výrazně dotvářenou v klasicismu. Kostel byl v roce 1958 zapsán na seznam kulturních památek.

## Historie
Farní kostelík stál v Raškově již ve 14. století. Na jeho místě vybudovali místní evangelíci ve druhé polovině 16. století dřevěnou modlitebnu. Fara zřejmě zanikla za třicetileté války. Současný kostel se začal stavět v r. 1711 na popud a za finančního přispění Josefa Jana Adama z Lichtenštejna. Stavba probíhala až do r. 1733, ale již v r. 1725 byl slavnostně vysvěcen. Ve třetí čtvrtině 18. století byla vybudována zvonice a zřejmě i předsíň, v roce 1802 sakristie.
 Teprve z této doby jsou známá některá jména stavitelů a umělců, kteří se na stavbě a obnově podíleli. Byl to knížecí stavitel Egidius Zbítek z Úsova a malíř Josef Kail ze Šumperka. V roce 1877, při požáru sousedního domu, shořela část střechy a věže. Nová střecha byla pokryta kamennou břidlicí v r. 1878.
V roce 1784 byla při novém kostele obnovena i fara.

## Popis

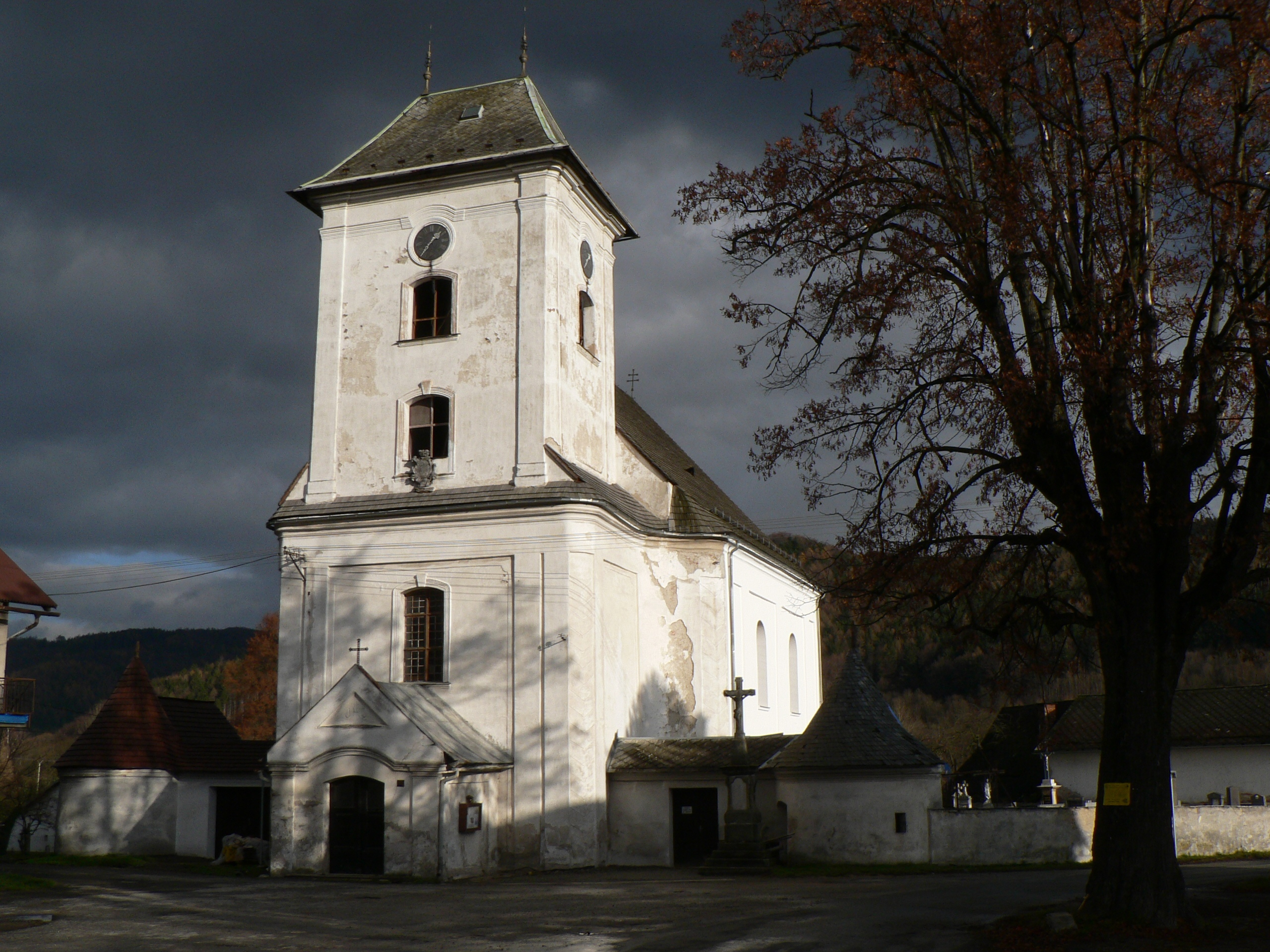
Raškov-areál kostela od západu

### Areál
Kostel stojí v areálu hřbitova, který je obehnán ohradní zdí se dvěma kruhovými kaplemi v západních nárožích. Kaple na levé straně je spojena s márnicí. Před areálem stojí na pravé straně kamenný kříž s tělem Ježíše Krista.

### Kostel
Kostel je orientovanou podélnou jednolodní sálovou stavbou na půdorysu tvořícím uvnitř ovál, na vnějšku obdélník s konkávně vykrojenými nárožími, jimiž je naznačeno trojboké kněžiště s masivními opěráky. Čtyřboká sakristie s oratoří je umístěna na severní straně kněžiště. Z jižní strany lodi je přizděna malá předsíň se sedlovou střechou. Na západní straně lodi je představěna věž se zvonicí, v jejímž průčelí je druhotně osazen kamenný znak knížete Josefa Jana Adama z Lichtejnštejna. Hlavní vstup do kostela je chráněn předsíní s trojúhelníkovým štítem, který má do omítky vyrytý chrismon ve tvaru JHS. V jižním rohu věže a lodi je přístavek se schodištěm na kruchtu a věž. 
Sál lodi je zaklenut valeně s výsečemi mezi pasy, které jsou naznačeny v omítce plastickými pruty. Mezi nimi probíhají reliéfní akantové rozviliny. Ve vrcholu klenby je čtyřlistý zrcadlový rám. V západní části sálu je hudební kruchta se vzácnými varhanami z r. 1875 z dílny Franze Kolba z Pekařova. Zařízení obsahuje bohatě zdobenou kamennou křtitelnici kalichového tvaru ze 3. čtvrt. 18. stol. 